# SF3B4
SF3B4 (англ. Splicing factor 3b subunit 4) – білок, який кодується однойменним геном, розташованим у людей на короткому плечі 1-ї хромосоми.  Довжина поліпептидного ланцюга білка становить 424 амінокислот, а молекулярна маса — 44 386.
| 10         |  | 20         |  | 30         |  | 40         |  | 50         |
| ---------- |  | ---------- |  | ---------- |  | ---------- |  | ---------- |
| MAAGPISERN |  | QDATVYVGGL |  | DEKVSEPLLW |  | ELFLQAGPVV |  | NTHMPKDRVT |
| GQHQGYGFVE |  | FLSEEDADYA |  | IKIMNMIKLY |  | GKPIRVNKAS |  | AHNKNLDVGA |
| NIFIGNLDPE |  | IDEKLLYDTF |  | SAFGVILQTP |  | KIMRDPDTGN |  | SKGYAFINFA |
| SFDASDAAIE |  | AMNGQYLCNR |  | PITVSYAFKK |  | DSKGERHGSA |  | AERLLAAQNP |
| LSQADRPHQL |  | FADAPPPPSA |  | PNPVVSSLGS |  | GLPPPGMPPP |  | GSFPPPVPPP |
| GALPPGIPPA |  | MPPPPMPPGA |  | AGHGPPSAGT |  | PGAGHPGHGH |  | SHPHPFPPGG |
| MPHPGMSQMQ |  | LAHHGPHGLG |  | HPHAGPPGSG |  | GQPPPRPPPG |  | MPHPGPPPMG |
| MPPRGPPFGS |  | PMGHPGPMPP |  | HGMRGPPPLM |  | PPHGYTGPPR |  | PPPYGYQRGP |
| LPPPRPTPRP |  | PVPPRGPLRG |  | PLPQ       |  |            |  |            |

A: Аланін

C: Цистеїн

D: Аспарагінова кислота

E: Глутамінова кислота

F: Фенілаланін

G: Гліцин

H: Гістидин

I: Ізолейцин

K: Лізин

L: Лейцин

M: Метіонін

N: Аспарагін

P: Пролін

Q: Глутамін

R: Аргінін

S: Серин

T: Треонін

V: Валін

W: Триптофан

Кодований геном білок за функцією належить до фосфопротеїнів. 
Задіяний у таких біологічних процесах як процесінг мРНК, сплайсінг мРНК, ацетиляція. 
Білок має сайт для зв'язування з РНК. 
Локалізований у ядрі.